# Patoruzito
Patoruzito é um personagem de história em quadrinhos criado por  Dante Quinterno. Criado no dia 11 de outubro de 1945 especialmente para os leitores infantis, representando a infância e adolescência de Patoruzú. O desenhista encarregado de Patoruzito era Tulio Lovato e o roteiro era de Mirco Repetto.

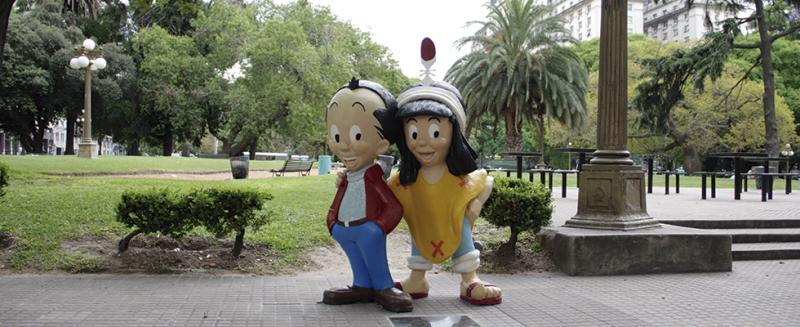
Isidorito (o jovem Isidoro) e Patoruzito (o jovem Patoruzú)

## Personagem
Patoruzito é um pequeno cacique indígena argentino residente na Patagônia, descendente da dinastia Patoruzek. Sua vestimenta é um poncho de cor amarela, calças pretas enroladas, sandálias e na cabeça um faixa branca com uma pluma. Sempre leva no cinto uma boleadeira. Tem grandes e gordos dedos nos pés, característica de toda a família, no entanto, seu nariz é pequeno, em contraste com o grande tamanho que ele desenvolve quando fica mais velho. Como em sua vida adulta (Patoruzú), é valente, generoso e fiel a suas convicções; maneja com destreza a boleadora e o arco e flecha; é ágil e incansável. Sempre junto ao seu cavalo Pamperito, a versão jovem de Pampero, e seu amigo Isidorito, representação da infância de Isidoro Cañones. Outros personagens que acompanhavam a Patoruzito eram Upa, a Chacha, Ñancul, o bruxo Chiquizuel e seu neto Chupamiel.

## Revista
A história em quadrinhos teve uma frequência de saída semanal até a edição 892 de 31 de janeiro de 1963. Logo começou a aparecer mensalmente. Em 17 de dezembro de 1957 muda o nome para «Correrías de un pequeño gran cacique» que nas reedições finalmente permaneceu como «Correrías de Patoruzito».
Começou a sair com um formato de 285 x 225 mm até 3 de janeiro de 1952 (edição n.° 322). Logo se reduziu para 265 x 175 mm até 26 de julho de 1956 (edição n° 558). Desde o número 559 em diante aumentou o tamanho para 285 x 190 mm. O interior da revista era em nível de cinza (branco e negro) e a capa colorida.
A publicação de originais duraria até abril de 1977. Desde então, o que segue publicando-se são reimpressões com sutis mudanças - com a frase "Selección de las mejores" - que continuaram com o personagem até a atualidade.
Em 2010 Editorial Perfil lançou uma coleção de 12 exemplares totalmente coloridos com as melhores histórias do personagem após a conclusão de 65 anos de sua criação.
O diario Clarín, em 2007, publicou «Patoruzito», um livro de 256 páginas com uma seleção de histórias em quadrinhos, algumas em cores e outras em preto e branco, edição que formava parte da «Biblioteca Clarín de la historieta».

## Filmes
- Patoruzito. (2004). Direção: José Luis Massa.[7][8]
- Patoruzito: la gran aventura (2006). Dirección: José Luis Massa.[9][10]

## Reconhecimentos
Em 10 de julho de 2004 o Correio Argentino emitiu uma série de selos postais com os personagens de Dante Quinterno: Patoruzito, Isidorito, Pamperito, a Chacha e Upa; e o 8 de julho de 2006 lançou uma nova emissão: Patoruzito II.